# 480 Hansa
480 Hansa
480 Hansa là một tiểu hành tinh ở vành đai chính. Nó được Max Wolf và Luigi Carnera phát hiện ngày 21.5.1901 ở Heidelberg và được đặt theo tên liên minh Hanse.
. Tên của nó cũng được dùng để đặt cho nhóm tiểu hành tinh Hansa.